# Aeródromo Viña Sutil
El Aeródromo Viña Sutil (OACI: SCSV) es un terminal aéreo ubicado 9 kilómetros al noreste de Peralillo, Provincia de Colchagua, Región de O'Higgins, Chile. Es de propiedad privada.